# Nadvojvoda Evgen Avstrijski
Nadvojvoda Evgen Avstrijski, avstrijski nadvojvoda in princ Madžarske in Češke, * 23. maj 1863, Židlochovice, Avstrijsko cesarstvo, † 30. december 1954, Meran, Italija.